# Schweizer Paraplegiker-Vereinigung
Die Schweizer Paraplegiker-Vereinigung (abgekürzt SPV) ist eine nationale Selbsthilfeorganisation für Querschnittgelähmte mit Sitz in Nottwil. 27 regionale Rollstuhlclubs aus der ganzen Schweiz sowie über 10'000 Mitglieder (davon rund 4000 Aktivmitglieder) sind der SPV angeschlossen.
Die Abteilung Rollstuhlsport (Rollstuhlsport Schweiz, abgekürzt RSS) ist in den internationalen Gremien des Behindertensports vertreten.

## Aufgaben
Die Dienstleistungen der SPV sind Teil der ganzheitlichen Rehabilitation von Para- und Tetraplegikern. Basis ist der Gedanke einer lebenslangen, weit über die rein medizinisch-therapeutischen Belange hinausreichenden Begleitung von Betroffenen.
Zum Leistungsangebot gehören die Sozial- und Rechtsberatung, Rollstuhlsport Schweiz (Förderung des Spitzen- und Breitensports), das Zentrum für hindernisfreies Bauen, der Geschäftsbereich Lebensberatung sowie der Geschäftsbereich Kultur und Freizeit mit seinem Reisebüro und der eigenen Reisebusflotte.

## Geschichte
Nachdem er bereits 1975 die Schweizer Paraplegiker-Stiftung (SPS) ins Leben gerufen hatte, ist am 27. April 1980 die Schweizer Paraplegiker-Vereinigung (SPV) vom damaligen Chefarzt des Paraplegikerzentrums Basel, Guido A. Zäch, zusammen mit den sieben bereits damals bestehenden Rollstuhlclubs Basel, Biel, Kriens, Uster, St. Gallen, Wetzikon und Zürich gegründet worden.

## Rollstuhlsport Schweiz

### Aufgabe
Die Aufgabe von Rollstuhlsport Schweiz als Abteilung der Schweizer Paraplegiker-Vereinigung ist es, den Breitensport, den Sport in den Rollstuhlclubs der Schweiz und den Wettkampfsport zu fördern, denn körperliche Betätigung beeinflusst die Lebensqualität von Querschnittgelähmten und anderen Behinderten in erheblichem Masse und trägt zur Integration in allen Belangen bei.
Weitere Ziele des Rollstuhlsports sind:
- Selbstvertrauen aufbauen
- Selbständigkeit verbessern
- Integration ermöglichen
- Vorbeugen von Folgeerkrankungen
- Freude und Spass an der Bewegung

Rollstuhlsport Schweiz betreut und unterstützt den Wettkampfbetrieb sowie die Förderung von Einzelsportlern oder Teams in verschiedenen Sportarten. Viele dieser figurieren auch im paralympischen Programm. Trotzdem steht nicht nur der reine Leistungsgedanke im Vordergrund. Schnupperkurse, Informationsanlässe und andere Aktivitäten sollen primär zu Sport nach Lust und Laune und regelmässigem Training anregen.

### Sportarten für Rollstuhlfahrer
Folgende Sportarten sind für Querschnittgelähmte und andere Rollstuhlfahrer je nach Behinderungsgrad geeignet und werden von Rollstuhlsport Schweiz mit Kursen, Trainingsmöglichkeiten und/oder Wettkämpfen gefördert:
- Badminton
- Basketball
- Bogenschiessen
- Curling
- Golf
- Handbike
- Kart
- Leichtathletik
- Powerchair-Hockey
- Rugby
- Sportschiessen
- Schwimmen
- Ski Alpin und Nordisch
- Tennis
- Tischtennis
- Wasserski

### Mitgliedschaften
Rollstuhlsport Schweiz ist Mitglied bei Swiss Olympic und Stifterin von "Swiss Paralympic". Sie leitete die Schweizer Delegationen bei den Paralympischen Spielen, z. B. 2010 in Vancouver und 2012 in London.

### Bekannte Rollstuhlsportler aus der Schweiz
- Heinz Frei
- Edith Wolf-Hunkeler
- Marcel Hug
- Sandra Graf
- Christoph Kunz

## Publikationen
Die Mitgliederzeitschrift Paracontact erscheint viermal jährlich mit einer Auflage von rund 15'000 Exemplaren.
Um über Neuigkeiten im Rollstuhlsport zu informieren, gibt die Schweizer Paraplegiker-Vereinigung SPV das Sportmagazin go ahead heraus.